# Эстрада, Шон
Шон Эстрада (англ. Shawn Estrada; род. 1 апреля 1985, East Los Angeles, Калифорния) — американский боксёр, представитель средних весовых категорий. Выступал за национальную сборную США по боксу во второй половине 2000-х годов, победитель и призёр многих турниров международного значения, участник летних Олимпийских игр в Пекине. В период 2008—2014 годов боксировал также на профессиональном уровне.

## Биография
Шон Эстрада родился 1 апреля 1985 года в Лос-Анджелесе, штат Калифорния. Сын мексиканского боксёра Хуана Эстрады, младший ребёнок в семье из 16 детей.

### Любительская карьера
Впервые заявил о себе в боксе в 2000 году, выиграв бронзовую медаль на юниорском олимпийском турнире в Маркетте.
В 2005 году стал бронзовым призёром национального первенства Соединённых Штатов в зачёте средней весовой категории. Попав в состав американской национальной сборной, принял участие в двух матчевых встречах со сборной Венгрии, выступил на Кубке мира в Москве, где по очкам победил белоруса Сергея Рабченко.
В 2006 году вновь получил бронзу на чемпионате США, уступив на стадии полуфиналов Дэниелу Джейкобсу. Также в этом сезоне участвовал в двух матчевых встречах со сборной Канады.
На отборочных турнирах 2007 года взял реванш у Джейкобса, но проиграл Шону Портеру. Боксировал на домашнем чемпионате мира в Чикаго, где в 1/8 финала был остановлен представителем Германии Константином Бугой.
На первой Американской олимпийской квалификации в Порт-оф-Спейн остановился уже в полуфинале, проиграв эквадорцу Карлосу Гонгоре, тогда как на второй Американской олимпийской квалификации в Гватемале одержал уверенную победу — благодаря этому достижению удостоился права защищать честь страны на летних Олимпийских играх 2008 года в Пекине. В стартовом поединке категории до 75 кг благополучно прошёл аргентинца Эсекьеля Мадерну, но затем во втором бою со счётом 5:11 потерпел поражение от британца Джеймса Дигейла, который в итоге и стал победителем этого олимпийского турнира.

### Профессиональная карьера
Вскоре по окончании пекинской Олимпиады Эстрада покинул расположение американской сборной и в ноябре 2008 года успешно дебютировал на профессиональном уровне. В течение шести лет одержал в общей сложности 16 побед (в том числе 14 нокаутом), не потерпев при этом ни одного поражения, однако из-за проблем со здоровьем в 2014 году вынужден был завершить карьеру профессионального боксёра.